# 高坡四轮香
高坡四轮香（学名：Hanceola labordei）为唇形科四轮香属下的一个种。

## 扩展阅读
- 維基物種上的相關：高坡四轮香